# Тшасковиці (Великопольське воєводство)
Тшасковиці (пол. Trzaskowice, нім. Knarrhütte) — село в Польщі, у гміні Ходзеж Ходзезького повіту Великопольського воєводства.
У 1975-1998 роках село належало до Пільського воєводства.